# Идем, идем, сган проклета
„Идем, идем, сган проклета“ е военен марш композиран преди началото на Балканската война.

## История
Поетът Кирил Христов написва текста на марша под заглавие „На турската граница“ през есента на 1912 година,а като марш с композитор Добри Христов то е публикувано с текст и ноти във вестник „Мир“ на 26 септември 1912 година.
След Деветосептемврийския преврат от 1944 година маршът е изцяло променен на „Партизан за бой се стяга“.

## Текст
Идем, идем, сган проклета!

Срещай ни и трепери!

Виж, тракийските полета

неброена рат покри!

Робил ни е враг земята,

тъпкал я е векове;

ден настана за отплата,

бойна ни тръба зове.

Светла вяра в свойта сила

нека ни сърцата сгрей!

На Балкана и зад Рила

мир и сговор ще владей!

Идем, идем, сган проклета!

Срещай ни и трепери!

Виж, тракийските полета

неброена рат покри!